# Baddesley Ensor
Baddesley Ensor es una parroquia civil y un pueblo del distrito de North Warwickshire, en el condado de Warwickshire (Inglaterra).

## Geografía
Según la Oficina Nacional de Estadística británica, Baddesley Ensor tiene una superficie de 4,66 km².

## Demografía
Según el censo de 2001, Baddesley Ensor tenía 1921 habitantes (48,31% varones, 51,69% mujeres) y una densidad de población de 412,23 hab/km². El 21,5% eran menores de 16 años, el 70,54% tenían entre 16 y 74, y el 7,96% eran mayores de 74. La media de edad era de 39,42 años. Del total de habitantes con 16 o más años, el 24,14% estaban solteros, el 59,15% casados, y el 16,71% divorciados o viudos.
El 97,97% de los habitantes eran originarios del Reino Unido. El resto de países europeos englobaban al 1,3% de la población, mientras que el 0,73% había nacido en cualquier otro lugar. Según su grupo étnico, el 99,43% eran blancos, el 0,42% mestizos y el 0,16% asiáticos. El cristianismo era profesado por el 82,29%, el budismo por el 0,16%, el sijismo por el 0,16%, y cualquier otra religión, salvo el hinduismo, el judaísmo y el islam, por el 0,16%. El 9,45% no eran religiosos y el 7,79% no marcaron ninguna opción en el censo.
Había 788 hogares con residentes, 15 vacíos, y 3 eran alojamientos vacacionales o segundas residencias.